# El Salto, Atlacomulco
El Salto är en ort i Mexiko, tillhörande kommunen Atlacomulco i den nordvästra delen av delstaten Mexiko, i den centrala delen av landet. Orten hade 322 invånare vid folkräkningen 2010.